# La Pietat (Ribera, Nàpols)
La Pietat és un quadre del pintor valencià Josep de Ribera, «Il Spagnoletto», pintat a l'oli sobre llenç i amb unes dimensions de 264 × 170 cm. Signat i datat en 1637, actualment es conserva en el Museu Sant Martino de Nàpols.
De la mateixa temàtica i títol es conserven altres dues teles del pintor. Una en el Museu Thyssen-Bornemisza de Madrid i una altra en la National Gallery de Londres.

## Història
L'obra va ser encarregada pel pare prior Giovan Battista Pisante a principis de l'any 1637 i es van pagar 400 Ducats el 3 d'octubre d'aquest mateix any. La tela es creu la primera d'una sèrie d'obres que el pintor donaria després a la Cartoixa de Sant Martino a Nàpols.
L'obra va ser molt benvolguda i particularment entusiasta amb ella es va mostrar el Marquès de Sade, que la considerava més valuosa que tot l'or i la plata guardat en el lloc.
La Pietat mostra un dels més alts nivells de qualitat aconseguit pel mestre Ribera i l'execució de l'obra va ser des d'un principi famosa i celebri. Tant és així, que el pintor francès Fragonard va quedar fins a tal punt impressionat que, durant un viatge a Itàlia, va copiar l'obra per a un disseny seu.

## Descripció

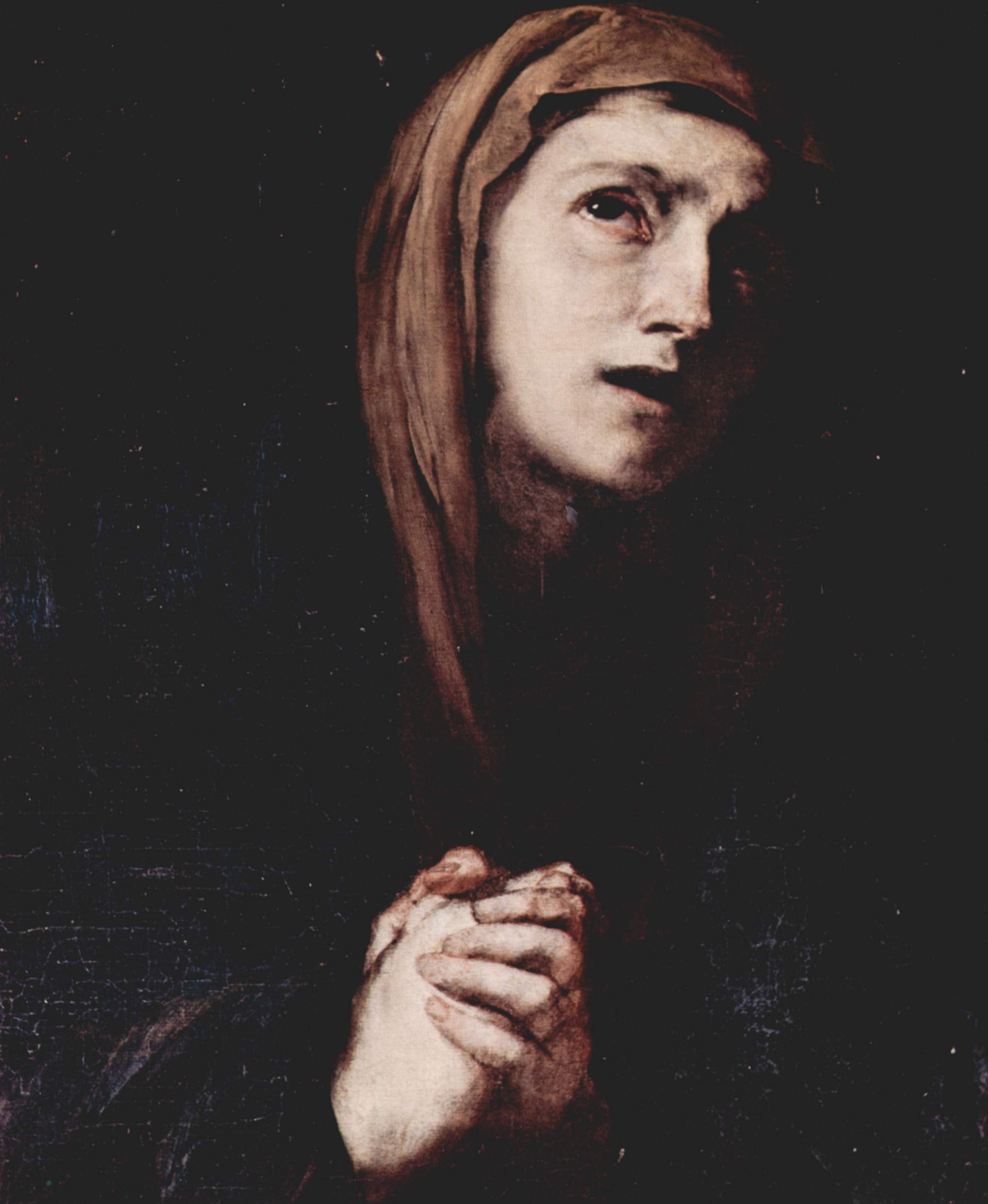
Detall de María

En l'obra es poden veure algunes diferències en l'estil i la forma respecte a les teles efectuades en el passat sobre el mateix assumpte.
El primer element que salta a la vista és la concentració en l'escena de personatges que envolten a Crist. Joan l'Apòstol està a la dreta de genolls i sobre elles es recolza l'esquena del jacent. En l'esquerra del llenç, als peus del difunt, Maria Magdalena prostrada en terra els hi besa amb aflicció. D'exquisida factura és la representació de Maria, darrere del cos al centre, que vetllat per la tècnica del clarobscur ens mostra un rostre destrossat pel dolor que mira al cel mentre ajunta les mans en una pregària dirigida als dos puttos que suren en la cantonada superior esquerra de la tela. En el costat oposat, al fons, s'albira la presència de Josep d'Arimatea.
La tècnica del clarobscur que predomina en l'obra troba el seu màxim punt de llum sobre el cos del Crist mort que resulta ser l'element de millor factura estilística i més prominent de tota la composició. Il·luminat per una llum clara però tènue sembla ho realça per convertir-ho en una estàtua marmòria. El Crist està en una posició alguna cosa obliqua respecte a la Pietat executada pel pintor anteriorment, la qual cosa aconsegueix una escena més realista i dinàmica. Vegeu també el braç dret abandonat en escorç al llarg del costat, mentre l'esquerre jeu en terra sobre el llenç blanc. Finalment, les cames creuades s'allarguen fins a perdre's en braços de María Magdalena.